# 마누엘 아르테아가
마누엘 알레한드로 아르테아가 루비아네스(스페인어: Manuel Alejandro Arteaga Rubianes, 1994년 6월 17일 ~ )는 베네수엘라의 축구 선수로서 포지션은 공격수이다. 현재 인디 일레븐 소속으로 뛰고 있다.